# Никитина, Ирина Анатольевна
Ирина Анатольевна Никитина, также известная как Ирина Никитина-Хефлигер (нем. Irina Nikitina Haefliger, род. 5 сентября 1962, Ленинград) — российская пианистка, продюсер классической музыки и телеведущая.

## Карьера
Родилась в семье народного артиста РСФСР,  выдающегося виолончелиста, педагога, профессора  Ленинградской консерватории имени Н. А. Римского-Корсакова Анатолия Никитина. Закончила Ленинградскую консерваторию имени Н. А. Римского-Корсакова, а том числе аспирантуру, по классу фортепиано. Выиграла ряд конкурсов, активно выступала в зарубежных концертах. Закончила карьеру исполнителя после перелома пальца.
С 1991 года Ирина Никитина является продюсером крупных международных музыкальных проектов в Швейцарии, России, Франции, Японии.
В 1995 году учредила и возглавила фонд «Музыкальный Олимп», который с 1996 года организует ежегодный Международный фестиваль «Музыкальный Олимп», проводящийся в Санкт-Петербурге, Цюрихе, Берлине, Нью-Йорке, Баку, Сингапуре и городах Китая.  Его главная миссия — поддержка молодых талантливых музыкантов со всего мира.  За 25 лет работы в фестивалях и проектах «Музыкального Олимпа» приняли участие более 500 артистов, которым Фонд помог построить серьёзную  музыкальную  карьеру. Благодаря концертной деятельности фонда такие звезды, как Андраш Шифф, Дайана Кролл, Бобби Макферрин, Йо-Йо Ма, оркестр Венской филармонии  и выступили в России впервые.
Также Фондом «Музыкальный Олимп» впервые в России были организованы гастроли:
- Оркестра Японского радио и телевидения NHK, апрель 2003, СПб. — Москва, Дирижёр Шарль Дютуа
- Национального оркестра Франции (Москва — СПб., май 2003), Дирижёр Курт Мазур
- Оркестра Западно-восточный диван и Даниэль Баренбойм — январь 2009, Москва

В мае 2021 года «Музыкальный Олимп» организовал единственный сольный концерт в России легендарного музыканта, пианиста и дирижёра Даниэля Баренбойма.  
Ирина Никитина входит в руководящие составы и попечительские советы нескольких организаций сферы культуры. С 2016 году ведёт телепрограмму «Энигма» на канале «Культура», где интервьюирует ведущих деятелей классической музыки.

## Общественная деятельность
- Член Попечительского совета Международного фортепианного конкурса имени Гезы Анды (Швейцария, с 2004 года)[20]
- Член Попечительского совета германо-российской конференции молодых лидеров Die Neue Generation (Германия — Россия, с 2011 года)[21].
- Член Попечительского совета благотворительного «Фонда поддержки балетного искусства Бориса Эйфмана» (с 2014 года).
- Член совета Международного общества по развитию межкультурного диалога Civilizations Matter (Германия), (2006—2007)
- Председатель Попечительского совета Международного телевизионного конкурса юных музыкантов «Щелкунчик» (с 2015 года)[22].
- Председатель Попечительского совета Санкт-Петербургской государственной консерватории имени Н. А. Римского-Корсакова (до 2019 года)[23].

## Награды и премии
- Лауреат Национальной премии общественного признания достижений женщин России «Олимпия» за 2001 год «За большие заслуги в популяризации музыкального искусства в России и поддержку молодых российских дарований»[24].
- Премия «Серебряный лучник» (Россия–США), Silver Archer Washington, 2013 год[25][26].
- Премия национальной газеты «Музыкальное обозрение», награда «Персона года» 2013 и 2018 годы. В 2013 году как продюсер гастролей в Москве Венского филармонического оркестра под управлением К. Тилемана с полным циклом симфоний Бетховена[27], а в 2018 году как автор и ведущая программы «Энигма» на телеканале «Россия – Культура»[28].
- Биография Ирины Никитиной вошла в книгу «Знаменитые женщины России» (2004)[29].

## Семья
Первый муж — Сергей Павлович Ролдугин (род. 1951), советский и российский виолончелист, дирижёр, музыкальный педагог, предприниматель.
Второй муж — Михаэль Хефлигер, скрипач, исполнительный директор и художественный руководитель Люцернского фестиваля (Швейцария). В начале 1990-х годов XX века Ирина Никитина переехала жить в Швейцарию.
- Дочь — Анника Хефлигер (род. 1991)[31] [30]

Третий муж — Сергей Леонидович Шумаков (род. 1951), советский и российский медиаменеджер, продюсер кино и телевидения, кинокритик, режиссёр, педагог, общественный деятель. Директор и генеральный продюсер общероссийского государственного телеканала «Культура».